# Salome (Jüngerin)

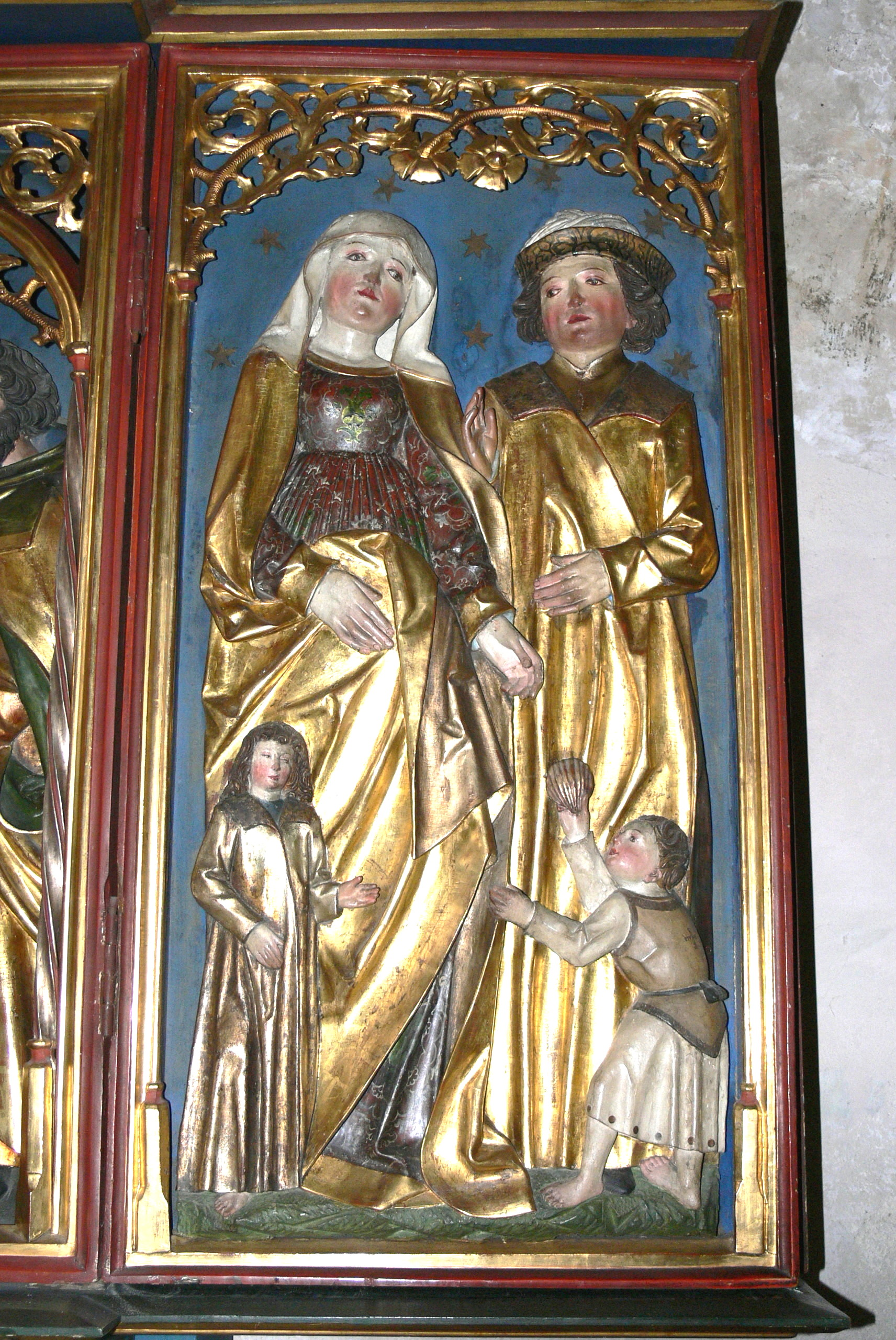
Maria Salome mit ihrem Mann Zebedäus und ihren Kindern Johannes Evangelista und Jakobus maior, Altar der Heiligen Sippe, Langenzenn (Bayern)

Salome ([ˈzaːlome]), auch Maria Salome oder Salome von Galiläa, war nach Darstellung des Neuen Testaments eine Jüngerin Jesu. Sie wird von den katholischen, evangelischen und orthodoxen Christen als Heilige verehrt.

## Biblische Überlieferung
Namentlich wird sie nur im Markusevangelium genannt, wonach sie zu den Frauen gehörte, die der Kreuzigung Jesu beiwohnten (Mk 15,40f ):

„40 Und es waren auch Frauen da, die von ferne zuschauten, unter ihnen Maria Magdalena und Maria, die Mutter Jakobus des Kleinen und des Joses, und Salome, 41 die ihm nachgefolgt waren, als er in Galiläa war, und ihm gedient hatten, und viele andere Frauen, die mit ihm hinauf nach Jerusalem gegangen waren.“

Der Evangelist berichtet außerdem, dass diese Frauen als erste ans leere Grab nach dessen Auferstehung kamen (Mk 16,1 ). Nach dem zweiten Fragment des Geheimen Markusevangelium hat es nach „Und sie [Jesus und seine Jünger] kamen nach Jericho.“ (Mk 10,46 ) noch folgenden Einschub gegeben: „Und die Schwester seiner Jugend, die Jesus liebte, und seine Mutter und Salome waren dort, und Jesus empfing sie nicht.“
In den anderen Evangelien wird Salome nicht erwähnt, im Matthäusevangelium tritt unter dem Kreuz an ihre Stelle die „Mutter der Söhne des Zebedäus“ (Mt 27,55f ):

„55 Und es waren viele Frauen da, die [der Kreuzigung] von ferne zusahen; die waren Jesus aus Galiläa nachgefolgt und hatten ihm gedient; 56 unter ihnen war Maria Magdalena und Maria, die Mutter des Jakobus und Josef, und die Mutter der Söhne des Zebedäus.“

Die Söhne des Zebedäus waren die Apostel Jakobus der Ältere und Johannes. Diese beiden Stellen legen nahe, dass Salome die Gattin des Zebedäus und die Mutter der beiden Apostel war. So wird sie auch überwiegend in der christlichen Tradition verehrt. Auch im Matthäusevangelium wird die Mutter der beiden Apostel ein zweites Mal erwähnt, nämlich als sie Jesus bittet, ihre Söhne zu seiner Rechten und Linken in den Himmel aufzunehmen (Mt 20,20 ). Im Markusevangelium äußern die beiden Brüder diesen Wunsch selbst (Mk 10,37 ).
Nach dem Johannesevangelium befanden sich drei (oder vier?) Frauen unter dem Kreuz: „Es standen aber bei dem Kreuz Jesu seine Mutter und seiner Mutter Schwester, Maria, die Frau des Klopas, und Maria Magdalena.“ (Joh 19,25 ). Daraus wurde gefolgert, dass Salome eine Schwester von Maria, der Mutter Jesu, gewesen sei und ebenfalls Maria geheißen habe. Insofern war sie eine Angehörige der Heiligen Sippe und wurde so auch verschiedentlich dargestellt.

## Apokryphes
Salome tritt auch im apokryphen Thomasevangelium (Spruch 61) in Erscheinung sowie in mehreren Fragmenten des griechischen Ägypterevangeliums, in dem sie ausdrücklich als Jüngerin Jesu bezeichnet ist. Dies könnte, wie auch ihre Nennung im Geheimen Markusevangelium, ein Hinweis darauf sein, dass Salome in der neutestamentlichen Überlieferung ursprünglich eine größere Bedeutung hatte, die aber durch Streichungen rückwirkend verkleinert wurde. Dafür spricht auch, dass nach Kelsus die christlichen „Harpokratianer“ (gemeint sind wahrscheinlich die gnostischen Karpokratianer) einer Salome nachgefolgt seien.
In den apokryphen Evangelien des Jakobus (19–20) und des Pseudo-Matthäus (13, 3–5) wird eine (wahrscheinlich weitere) Salome erwähnt: Sie wurde mit einer Hebamme von Josef zur im Wochenbett liegenden Maria geholt und zweifelte die jungfräuliche Geburt des Jesuskindes an. Als sie Marias Jungfräulichkeit prüfen wollte, verdorrte ihre Hand, sie wurde aber durch die Berührung des Kindes sogleich wieder geheilt. Die Szene gelangte in der östlichen byzantinischen Kirche gelegentlich zur Darstellung, vor allem vor der Zeit des Bildersturms ab ca. 730; überwiegend jedoch sind Salome und ihre Begleiterin mit dem Bad des Jesuskindes beschäftigt. Meist wird angenommen, dass Salome ebenfalls eine Hebamme war, aber sie könnte auch eine Angehörige von Joseph gewesen sein.
Nach einer lokalen Legende war Salome zusammen mit Maria Kleophae und Sara-la-Kâli vor einer Christenverfolgung auf einem Schiff aus Israel geflohen und an dem Ort in Südfrankreich gelandet, der heute nach ihnen Saintes-Maries-de-la-Mer genannt wird. Nach einer anderen Legende kam Salome nach Veroli in Mittelitalien, dessen Patronin sie bis heute ist. In Deutschland ist nur die Verehrung in der Pfarrkirche von Ovenhausen im Hochstift Paderborn bekannt.

## Gedenktage
Salome wird als Heilige verehrt, und zwar:
- evangelisch: 3. August im Kalender der Lutherischen Kirche – Missouri-Synode
- römisch-katholisch: 24. April
- orthodox: 3. August, dritter Sonntag der Osterzeit
- armenisch: 9. April[6]